# SV 1920 Geinsheim
Der SV 1920 Geinsheim ist ein Sportverein aus Geinsheim, einem Ortsteil von Neustadt an der Weinstraße. Bekannt wurde der Klub durch seine Zeit in der Verbandsliga Südwest, in der er 1989 die Meisterschaft erringen konnte und damit in die Oberliga Südwest aufstieg.

## Geschichte

### Gründung
Im Frühjahr 1920 gründeten einige junge Männer unter der Führung von Julius Stadler den Sportverein 1920 Geinsheim. Ziel war es, sich sportlich zu betätigen. Unter den ausgeübten Sportarten fanden sich Fußball, Leichtathletik, Radsport und Turnen. Zum ersten Vorsitzenden wurde Hans Bender gewählt. Dem Verein wurde ein Gelände im Geinsheimer Wald zur Verfügung gestellt. In zahlreichen Arbeitsstunden holzten die Vereinsmitglieder dieses Gelände ab, entwurzelten und planierten es, sodass der Waldsportplatz errichtet werden konnte, welcher am 17. und 18. Mai 1924 eröffnet wurde. Nach Fertigstellung des eigenen Sportplatzes konnte der SV Geinsheim dem Südwestdeutschen Fußballverband beitreten.

### Vereinsfarben
Die Vereinsfarben sind Schwarz-Blau Angelehnt sind diese an den SV Waldhof Mannheim. Hierzu kam es als einige Vereinsmitglieder in der Spielzeit 1923/24 zum Verbandsspiel des SV Waldhof gegen die SpVgg Fürth gingen. Dabei waren diese vom siegreichen SV Waldhof in den schwarz-blau gestreiften Trikots so begeistert, dass schwarz-blau auch als Vereinsfarben des SV 1920 Geinsheim übernommen wurden.

## Erfolge
- Aufstieg in die Verbandsliga Südwest 1978
- Teilnahme am DFB-Pokal, 1. Runde gegen DSC Wanne-Eickel (damals 2. Fußball-Bundesliga) 1979
- Meisterschaft Verbandsliga Südwest und Aufstieg in Oberliga Südwest 1989
- Aufstieg in die Verbandsliga Südwest 1997

## Abteilungen
Der SV 1929 Geinsheim hat die Abteilungen Fußball, Tennis und Freizeitsport. In der Abteilung Freizeitsport wird unter anderem Wirbelsäulengymnastik, Yoga, Step Aerobic und Gardetanz ausgeübt.